# Йозеф Бем
Йозеф Бем (нім. Joseph Böhm; 4 квітня 1795, Пешт, Королівство Угорщина — 28 березня 1876, Відень, Австро-Угорщина) — австрійський скрипаль і музичний педагог. Учень П'єра Роде.
Народився в єврейській родині. Викладав в Віденській консерваторії з моменту її заснування в 1819 році до 1848 року. Вважається одним із засновників віденської скрипкової школи: учнями Бема були, зокрема, Ґеорг Гельмесберґер (старший), Міска Гаузер, Йозеф Йоахім і Леопольд Ауер. Водночас почав виступати як соліст і особливо як учасник струнного квартету, був першим виконавцем ряду квартетів Л. ван Бетовена і Франца Шуберта.
Онук його брата, скрипаля Франца Бема (1788—1846) — математик Георг Кантор.